# Sci alpino ai XIX Giochi olimpici invernali - Slalom speciale maschile
Tra le competizioni dello sci alpino ai XX Giochi olimpici invernali di Salt Lake City 2002 lo slalom speciale maschile si disputò sabato 23 febbraio sulla pista Know You Don't di Deer Valley; il francese Jean-Pierre Vidal vinse la medaglia d'oro, il suo connazionale Sébastien Amiez quella d'argento e l'austriaco Benjamin Raich quella di bronzo. L'atleta britannico Alain Baxter, arrivato terzo nella gara, venne squalificato e privato della medaglia di bronzo per essere risultato positivo al controllo antidoping per la metanfetamina.
Detentore uscente del titolo era il norvegese Hans Petter Buraas, che aveva vinto la gara dei XVIII Giochi olimpici invernali di Nagano 1998 disputata sul tracciato di Shigakōgen precedendo il connazionale Ole Kristian Furuseth (medaglia d'argento) e l'austriaco Thomas Sykora (medaglia di bronzo); il campione mondiale in carica era l'austriaco Mario Matt, vincitore a Sankt Anton am Arlberg 2001 davanti a Raich e allo sloveno Mitja Kunc.

## Risultati
| Pos. | Pett. | Atleta                         | Nazione              | Tempo 1ª manche | Pos. 1ª manche | Tempo 2ª manche | Pos. 2ª manche | Tempo totale | Distacco |
| ---- | ----- | ------------------------------ | -------------------- | --------------- | -------------- | --------------- | -------------- | ------------ | -------- |
| 1    | 3     | Jean-Pierre Vidal              | Francia              | 48,01           | 1              | 53,05           | 6              | 1:41,06      |          |
| 2    | 11    | Sébastien Amiez                | Francia              | 50,16           | 8              | 51,66           | 1              | 1:41,82      | +0,76    |
| 3    | 9     | Benjamin Raich                 | Austria              | 49,34           | 3              | 53,07           | 7              | 1:42,41      | +1,35    |
| 4    | 12    | Kilian Albrecht                | Austria              | 50,26           | 9              | 52,19           | 2              | 1:42,45      | +1,39    |
| 5    | 24    | Urs Imboden                    | Svizzera             | 49,61           | 5              | 52,87           | 5              | 1:42,48      | +1,42    |
| 6    | 8     | Kjetil André Aamodt            | Norvegia             | 49,92           | 7              | 52,80           | 4              | 1:42,72      | +1,66    |
| 7    | 19    | Markus Larsson                 | Svezia               | 50,29           | 10             | 52,57           | 3              | 1:42,86      | +1,80    |
| 8    | 10    | Jure Košir                     | Slovenia             | 49,80           | 6              | 53,54           | 10             | 1:43,34      | +2,28    |
| 9    | 18    | Ole Kristian Furuseth          | Norvegia             | 51,03           | 17             | 53,36           | 9              | 1:44,39      | +3,33    |
| 10   | 37    | Andrzej Bachleda               | Polonia              | 51,43           | 22             | 53,22           | 8              | 1:44,65      | +3,59    |
| 11   | 35    | Chip Knight                    | Stati Uniti          | 50,85           | 16             | 54,01           | 13             | 1:44,86      | +3,80    |
| 12   | 15    | Tom Stiansen                   | Norvegia             | 50,74           | 15             | 54,45           | 15             | 1:45,19      | +4,13    |
| 13   | 23    | Erik Schlopy                   | Stati Uniti          | 51,27           | 20             | 53,94           | 11             | 1:45,21      | +4,15    |
| 14   | 16    | Michael von Grünigen           | Svizzera             | 51,38           | 21             | 53,97           | 12             | 1:45,35      | +4,29    |
| 15   | 38    | Stanley Hayer                  | Rep. Ceca            | 51,97           | 25             | 54,15           | 14             | 1:46,12      | +5,06    |
| 16   | 36    | Thomas Grandi                  | Canada               | 51,15           | 19             | 55,08           | 16             | 1:46,23      | +5,17    |
| 17   | 39    | Cristian Javier Simari Birkner | Argentina            | 51,55           | 23             | 55,27           | 17             | 1:46,82      | +5,76    |
| 18   | 32    | Kiminobu Kimura                | Giappone             | 52,46           | 28             | 55,97           | 19             | 1:48,43      | +7,37    |
| 19   | 48    | Michal Rajčan                  | Slovacchia           | 52,73           | 29             | 55,93           | 18             | 1:48,66      | +7,60    |
| 20   | 42    | Noel Baxter                    | Regno Unito          | 53,66           | 31             | 55,98           | 20             | 1:49,64      | +8,58    |
| 21   | 31    | Kristinn Björnsson             | Islanda              | 53,05           | 30             | 56,76           | 22             | 1:49,81      | +8,75    |
| 22   | 50    | Gareth Trayner                 | Regno Unito          | 54,58           | 34             | 56,33           | 21             | 1:50,91      | +9,85    |
| 23   | 49    | Angel Pumpalov                 | Bulgaria             | 53,72           | 32             | 58,21           | 23             | 1:51,93      | +10,87   |
| 24   | 1     | Bode Miller                    | Stati Uniti          | 48,37           | 2              | 1:04,42         | 31             | 1:52,79      | +11,73   |
| 25   | 55    | Ivars Ciaguns                  | Lettonia             | 56,31           | 37             | 58,42           | 24             | 1:54,73      | +13,67   |
| 26   | 62    | Marko Đorđević                 | Jugoslavia           | 55,95           | 36             | 1:00,04         | 25             | 1:55,99      | +14,93   |
| 27   | 66    | Alexander Heath                | Sudafrica            | 56,37           | 38             | 1:00,56         | 29             | 1:56,93      | +15,87   |
| 28   | 56    | Jóhann Haraldsson              | Islanda              | 56,98           | 42             | 1:00,19         | 27             | 1:57,17      | +16,11   |
| 29   | 53    | Tahir Bisić                    | Bosnia ed Erzegovina | 57,55           | 43             | 1:00,17         | 26             | 1:57,72      | +16,66   |
| 30   | 60    | Gang Min-Hyeok                 | Corea del Sud        | 58,01           | 44             | 1:00,47         | 28             | 1:58,48      | +17,42   |
| 31   | 57    | Byun Jong-Moon                 | Corea del Sud        | 58,38           | 45             | 1:03,20         | 30             | 2:01,58      | +20,52   |
| 32   | 76    | Atakan Alaftargil              | Turchia              | 1:03,10         | 48             | 1:07,26         | 32             | 2:10,36      | +29,30   |
| 33   | 70    | Péter Vincze                   | Ungheria             | 1:01,46         | 47             | 1:14,11         | 33             | 2:15,57      | +34,51   |
|      | 5     | Ivica Kostelić                 | Croazia              | 49,60           | 4              | DNF             |                |              |          |
|      | 14    | Drago Grubelnik                | Slovenia             | 50,51           | 11             | DNF             |                |              |          |
|      | 13    | Pierrick Bourgeat              | Francia              | 50,54           | 12             | DNF             |                |              |          |
|      | 22    | Rene Mlekuž                    | Slovenia             | 50,57           | 13             | DNF             |                |              |          |
|      | 34    | Tom Rothrock                   | Stati Uniti          | 50,61           | 14             | DNF             |                |              |          |
|      | 4     | Mitja Kunc                     | Slovenia             | 51,08           | 18             | DNF             |                |              |          |
|      | 27    | Markus Ganahl                  | Liechtenstein        | 51,85           | 24             | DNF             |                |              |          |
|      | 44    | Niki Fürstauer                 | Libano               | 51,99           | 26             | DNF             |                |              |          |
|      | 40    | Ondřej Bank                    | Rep. Ceca            | 52,37           | 27             | DNF             |                |              |          |
|      | 52    | Alex Antor                     | Andorra              | 54,57           | 33             | DNF             |                |              |          |
|      | 67    | Mikola Skrjabin                | Ucraina              | 56,76           | 40             | DNF             |                |              |          |
|      | 54    | Michael Dickson                | Australia            | 56,88           | 41             | DNF             |                |              |          |
|      | 72    | Theodoros Christodoulou        | Cipro                | 59,74           | 46             | DNF             |                |              |          |
|      | 74    | Komil Urumbaev                 | Uzbekistan           | 1:04,09         | 49             | DNF             |                |              |          |
|      | 65    | Vassilis Dimitriadis           | Grecia               | 55,24           | 35             | DSQ             |                |              |          |
|      | 45    | Hur Seung-Wook                 | Corea del Sud        | 56,70           | 39             | DSQ             |                |              |          |
|      | 2     | Rainer Schönfelder             | Austria              | DNF             |                |                 |                |              |          |
|      | 6     | Giorgio Rocca                  | Italia               | DNF             |                |                 |                |              |          |
|      | 7     | Kalle Palander                 | Finlandia            | DNF             |                |                 |                |              |          |
|      | 17    | Manfred Pranger                | Austria              | DNF             |                |                 |                |              |          |
|      | 21    | Markus Eberle                  | Germania             | DNF             |                |                 |                |              |          |
|      | 26    | Jean-Philippe Roy              | Canada               | DNF             |                |                 |                |              |          |
|      | 28    | Truls Ove Karlsen              | Norvegia             | DNF             |                |                 |                |              |          |
|      | 29    | Edoardo Zardini                | Italia               | DNF             |                |                 |                |              |          |
|      | 30    | Giancarlo Bergamelli           | Italia               | DNF             |                |                 |                |              |          |
|      | 33    | Alan Perathoner                | Italia               | DNF             |                |                 |                |              |          |
|      | 41    | Akira Sasaki                   | Giappone             | DNF             |                |                 |                |              |          |
|      | 43    | Stefan Georgiev                | Bulgaria             | DNF             |                |                 |                |              |          |
|      | 46    | Jan Holický                    | Rep. Ceca            | DNF             |                |                 |                |              |          |
|      | 47    | Björgvin Björgvinsson          | Islanda              | DNF             |                |                 |                |              |          |
|      | 58    | Todd Haywood                   | Nuova Zelanda        | DNF             |                |                 |                |              |          |
|      | 59    | Ivan Heimschild                | Slovacchia           | DNF             |                |                 |                |              |          |
|      | 61    | Kristinn Magnússon             | Islanda              | DNF             |                |                 |                |              |          |
|      | 63    | Jesse Teat                     | Nuova Zelanda        | DNF             |                |                 |                |              |          |
|      | 64    | Lee Ki-Hyun                    | Corea del Sud        | DNF             |                |                 |                |              |          |
|      | 68    | Danil Anisimov                 | Kazakistan           | DNF             |                |                 |                |              |          |
|      | 69    | Dejan Panovski                 | Macedonia            | DNF             |                |                 |                |              |          |
|      | 71    | Laurence Thoms                 | Figi                 | DNF             |                |                 |                |              |          |
|      | 73    | Robert Makharashvili           | Georgia              | DNF             |                |                 |                |              |          |
|      | 75    | Bagher Kalhor                  | Iran                 | DNF             |                |                 |                |              |          |
|      | 77    | Arsen Harutyunyan              | Armenia              | DNF             |                |                 |                |              |          |
|      | 78    | Elbrus Isakov                  | Azerbaigian          | DNF             |                |                 |                |              |          |
|      | 25    | Kentarō Minagawa               | Giappone             | DSQ             |                |                 |                |              |          |
|      | 51    | Borek Zakouřil                 | Rep. Ceca            | DNS             |                |                 |                |              |          |
|      | 20    | Alain Baxter                   | Regno Unito          | DPO             |                |                 |                |              |          |

Legenda:

DNF = prova non completata

DSQ = squalificato

DPO = squalificato per doping

DNS = non partito

Pos. = posizione

Pett. = pettorale
1ª manche:

Ore: 10.00 (UTC-7)

Pista: Know You Don't

Partenza: 2 488 m s.l.m.

Arrivo: 2 274 m s.l.m.

Dislivello: 214 m

Porte: 58

Tracciatore: Gert Ehn (Austria)
2ª manche:

Ore: 13.00 (UTC-7)

Pista: Know You Don't

Partenza: 2 488 m s.l.m.

Arrivo: 2 274 m s.l.m.

Dislivello: 214 m

Porte: 57

Tracciatore: Jesse Hunt (Stati Uniti)